# Louis Castellaz
Louis Castellaz, né François Louis Castellaz le 9 juillet 1884 à Gex dans l'Ain et décédé le 24 avril 1967 dans le 12e arrondissement de Paris, est un syndicaliste et un homme politique français. En 1922, il est élu à la Commission exécutive de la CGTU. En 1929, il est exclu du Parti communiste français (PC). 

## Biographie
François-Louis Castellaz est né à Gex le 9 juillet 1884 d'un père de nationalité suisse établi comme cultivateur dans le hameau de Tougin et d'une mère française, tailleuse de son état. Parvenu en âge de travailler, il part rejoindre son frère aîné établi à Paris, et est embauché comme ouvrier dans les entrepôts de Bercy où s'exerçait le négoce du vin. Il se syndique, est signalé comme un militant très actif en 1903, il devient en 1912 secrétaire du Syndicat des ouvriers tonneliers et similaires de la Seine. 
Démobilisé en 1919, il retrouve ses responsabilités et devient membre du Comité fédéral du Tonneau et délégué à l'Union des syndicats de la Seine. En août, il intervient au Xe congrès de la Fédération du Tonneau, à Montpellier, pour que des comptes soient demandés aux dirigeants de la CGT. 
Il passe en 1920 au service des égouts. En 1922, il est élu secrétaire de la section des Égoutiers de Paris et membre de la Commission exécutive de la nouvelle CGTU, au congrès de Saint-Étienne. Au congrès de Bourges de 1923, il est réélu à la Commission exécutive de la CGTU et devient en 1924 secrétaire général du Syndicat CGTU des Travailleurs municipaux.
En 1925, candidat du PC, il est élu conseiller municipal à Paris. En 1928, il présente un rapport sur le personnel de la ville de Paris.
Signataire en 1929 de la lettre que six conseillers municipaux communistes adressent au Bureau politique du PC, il est exclu de ce parti et milite au Parti ouvrier et paysan, fondé cette année-là à Clichy, puis au Parti d'unité prolétarienne. Il est réélu conseiller municipal dans le quartier de Bercy à Paris et réélu en 1935. En 1936, il rejoint le Parti socialiste SFIO.
En décembre 1941, il est nommé par le régime de Vichy vice-président du Conseil municipal de Paris dont la séance inaugurale se tient le 12 janvier 1942.

## Source
- Dictionnaire biographique du mouvement ouvrier français, les Éditions de l'Atelier 1997.